# Friedrich Casimir (Ortenburg)

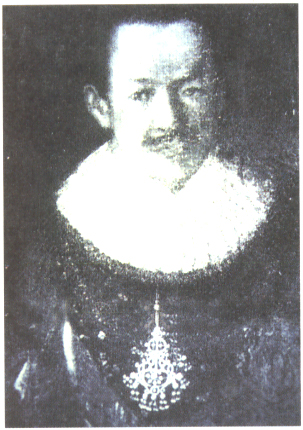
Reichsgraf Friedrich Casimir von Ortenburg.

Reichsgraf Friedrich Casimir (* 23. Januar 1591 auf Burg Waldeck bei Kemnath; † 2. März 1658 auf Schloss Alt-Ortenburg) war der älteste Sohn des Grafen Heinrich VII. von Ortenburg und dessen zweiter Gemahlin Johannetta, Freiin von Winneberg und Beilstein. Er stammte aus dem reichsunmittelbaren Grafengeschlecht der Ortenburger. Nach dem Tod seines Vetters wurde er 1627 Reichsgraf von Ortenburg und blieb es bis zu seinem Tode im Jahre 1658. Seine künstlerischen Fähigkeiten sind bis heute im ostbayerischen Raum gut bekannt, und seine Zeichnungen und Aquarelle sind bei vielen Historikern noch heute sehr beliebt.

## Leben und Wirken

### Weltliches Wirken
Nach Friedrich Casimirs Geburt verbrachte er einen Teil seiner Jugend in der Herrschaft Waldeck. Aufgrund seines Vaters Arbeit in der Oberpfalz nahm er den dort verbreiteten Glauben der reformierten Kirche nach Johannes Calvin an und wuchs in diesem strengen Glauben auf. Im Alter von nur zwei Jahren wurde Friedrich Casimir von Graf Joachim als dessen Haupterbe eingesetzt. Jedoch kam es nicht zum Antritt des Erbes, da Joachim die Grafschaft am Sterbebett seiner Frau Lucia verpfändete. Als Casimir alt genug war, verließ er Waldeck, um an der von Calvin geprägten Universität zu Heidelberg zu studieren. Über sein Studium und sein Leben bis zum Ausbruch des Dreißigjährigen Krieges ist wenig bekannt. Im Gegensatz zu seinen beiden jüngeren Brüdern, Johann Philipp und Heinrich VIII., die beide im Krieg ihr Leben verloren, diente er nicht im Krieg, denn er fühlte sich mehr zur Forschung und Kunst hingezogen.

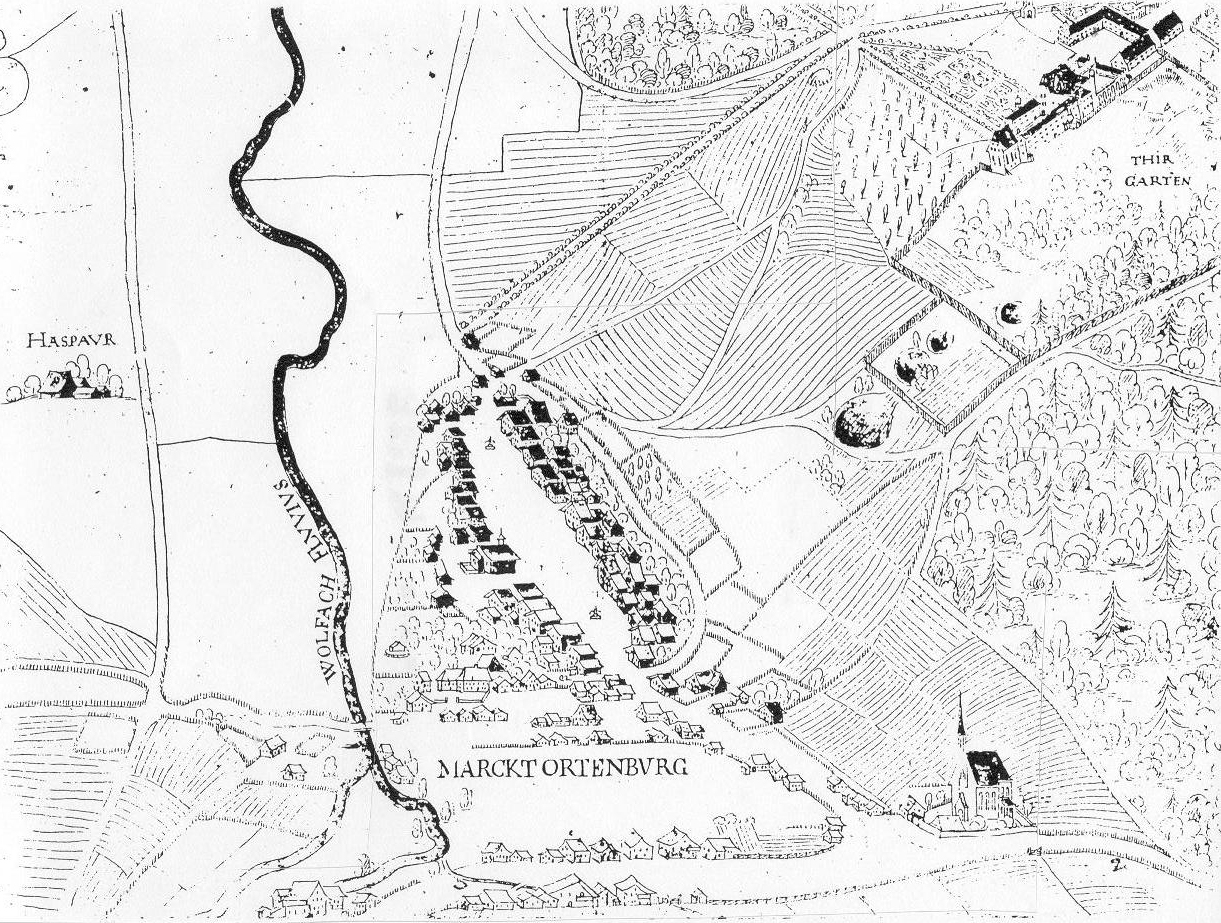
Skizze des Marktes Ortenburg durch Friedrich Casimir um das Jahr 1625. Im oberen rechten Bildrand ist Schloss Alt-Ortenburg zu sehen.

1624 und 1625 wies Kaiser Ferdinand II. alle Protestanten aus dem Land ob der Enns. Für viele Exulanten war Ortenburg der nächste Zufluchtsort auf ihrer Reise nach Regensburg und den fränkisch-evangelischen Reichsstädten. Casimir gewährte ihnen Asyl und überließ ihnen Waldgrund und Boden nahe dem Schloss Alt-Ortenburg und im Markt Ortenburg. Etwa 200 Exulanten ließen sich daraufhin in der Reichsgrafschaft nieder und gründeten die Ortsteile Vorderhainberg, Hinterhainberg und Gänswinkel. Die Flüchtlinge brachten die Traditionen ihrer Heimat im Obstanbau und der Mostherstellung mit nach Ortenburg. Dies sollte im Verlaufe der nächsten Jahrhunderte eine wichtige Einnahmequelle für die Bevölkerung und die Grafen werden.
Aufgrund des ständig weiter wachsenden Zustroms von Exulanten nach Ortenburg forderten der katholische Kurfürst Maximilian I. und Kaiser Ferdinand II. den amtierenden Reichsgrafen Georg IV., einen Vetter Friedrich Casimirs, auf, den Flüchtlingen kein weiteres Asyl zu gewähren und weiteren Zuzug zu verhindern. Georg IV. folgte diesem Anliegen widerwillig; die bereits in Ortenburg ansässig gewordenen Exulanten durften jedoch bleiben.
Um das Jahr 1625 handelte Friedrich Casimir mit Lucia von Limpurg einen Vertrag aus, in dem er für 25.000 Gulden die verpfändete Reichsgrafschaft und die beiden Festen Alt-Ortenburg und Neu-Ortenburg wieder hätte auslösen können. Die Grafschaft war aufgrund des Testaments des Reichsgrafen Joachim seit 1601 an dessen Witwe Lucia verpfändet. Lediglich die Privatbesitzungen außerhalb der Grafschaft und die bayerischen Lehen waren dem Grafengeschlecht erhalten geblieben. Nach dem Tod Lucias im Jahre 1626 fiel die Grafschaft laut ihrem Testament an ihren Verwandten Johann Joachim von Sinzendorf.
Ein Jahr später, 1627, verstarb Graf Georg IV. in Burghausen. Aufgrund der seit 1566 geltenden Senioratsnachfolge im Hause Ortenburg wurde Friedrich Casimir Oberhaupt des Geschlechts und Reichsgraf von Ortenburg. Die offizielle Belehnung durch Kaiser Ferdinand II. fand am 8. Februar 1628 statt, obwohl Friedrich Casimir nicht im Besitz der Grafschaft war.
Auch während seiner Regierungszeit war Friedrich Casimir weiterhin mehr von der Kunst und der Forschung angetan. Des Weiteren war seine Amtszeit stark geprägt durch den Dreißigjährigen Krieg, Pestepidemien und den Streit mit den Herren von Sinzendorf um die Wiedererlangung der Grafschaft. Die Pest brach dreimal in Ortenburg aus: 1634 starben 275 Personen, 1648 189 Personen und ein Jahr später erneut 206 Personen.
Aufgrund der hohen Abgaben und der hohen Not der Bevölkerung der Reichsgrafschaft stellte der Kaiser dem Reichsgrafen einen Schutzbrief aus. Darin wurde es Friedrich Casimir erlaubt, an all seinen Burgen und Schlössern das Reichswappen anzubringen. Ebenso wurde darin festgelegt, dass jeder Heeresführer, der mehr als eine Nacht auf Ortenburger Grund verbringen würde, eine Strafe von 50 Gulden zu zahlen hätte. Doch weder die bayerischen Heeresführer noch die eigenen Truppen des Kaisers hielten sich daran und forderten weitere Abgaben von der Bevölkerung. Die Einwohner Ortenburgs standen bald vor dem Ruin und dem Hungertod.
Im Jahre 1628 versuchte Friedrich Casimir die Reichsgrafschaft samt den beiden Burgen auszulösen. Doch aufgrund seines verschwenderischen Lebensstils und seiner enormen Ausgaben für die Kunst schaffte er es nicht, die geforderten 25.000 Gulden aufzutreiben, und konnte lediglich die Stammburg der Grafen, Schloss Alt-Ortenburg, auslösen.

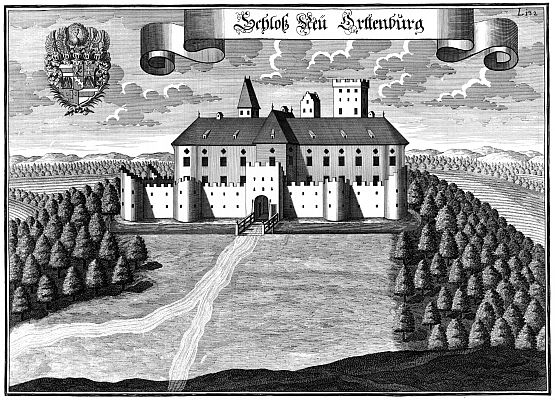
Schloss Neu-Ortenburg nach einem Stich von Michael Wening aus dem Jahre 1723.

In den nächsten Jahren konnte es Friedrich Casimir nicht verhindern, dass Johann Joachim von Sinzendorf seinen Einfluss, Besitz und seine Macht weiter in der Reichsgrafschaft vermehrte. So erhielt dieser im Jahre 1629 das Nutzrecht des Schlosses Neu-Ortenburg als Pfand für die von Lucia von Limpurg geerbten Rechte. In den Folgejahren verkaufte Friedrich Casimir Schuldscheine an Johann Joachim, um seine akute Geldnot zu lindern. Dies förderte immer mehr den Einfluss des Sinzendorfers in Ortenburg.
Um seine Schulden bei seiner Stiefschwester Lucia Euphemia zu begleichen, schenkte Casimir ihr im Jahre 1646 die Höfe Weihersberg, Tal und Kettenham. Diese verkaufte wiederum die Höfe, um die Leiden der Bevölkerung vor Hunger, Not und den hohen Kriegsabgaben zu mildern.
Im Jahre 1652 musste Friedrich Casimir erneut einen schweren Rückschlag in seinen Bemühungen um die Rückerlangung der Reichsgrafschaft hinnehmen. Auf Erlass Kaiser Ferdinands III. wurde Johann Joachim von Sinzendorf als Bevollmächtigter des Marktes und Neu-Ortenburgs, ja sogar Alt-Ortenburgs eingewiesen, obwohl letzteres im Besitz der Grafen war. Anscheinend erhielt dieser dabei auch die Ortenburger Lehen in Bayern. Friedrich Casimir zog sich nach dem in seinen Augen endgültigen Verlust der Ortenburger Besitzungen und Rechte nach Dorfbach zurück. Doch auch dort wurde er seiner finanziellen Lage nicht Herr und musste das von ihm eifrig verschönerte Schloss schließlich an die Familie Peckenzeller verkaufen. Diese besaßen das Schloss bis 1805. Friedrich Casimir zog wieder nach Schloss Alt-Ortenburg, wo er am 2. März 1658 starb. Die Regentschaft fiel an seinen Vetter Georg Reinhard.
Friedrich Casimir war es wie seinem Vater Heinrich VII. und seinem Vetter Georg IV. verwehrt gewesen, die Reichsgrafschaft auszulösen. Ebenso trug er nicht zur Konsolidierung des hoch verschuldeten Grafengeschlechts bei, sondern stürzte das Haus mit seiner Verschwendungssucht noch tiefer in die Krise. Einer seiner engsten Freunde sagte nach Friedrich Casimirs Tod über dessen Lebensstil treffend: „Er lebte unbeweibt, baute Häuser und wusste nicht, den Wert des Geldes zu würdigen!“
Seinem Nachfolger, Georg Reinhard, gelang es gemeinsam mit seinem Bruder Christian, die Wende im Konflikt mit den Grafen von Sinzendorf um die Grafschaft und den Markt einzuleiten und diese nach 61-jähriger Abhängigkeit 1662 auszulösen.

### Künstlerisches Schaffen und Bautätigkeiten
Bereits zu seiner Studienzeit in Heidelberg ließ sich Friedrich Casimir von den Ziergärten inspirieren.
Zwischen 1620 und 1630 brachte Friedrich Casimir den Großteil der Besitzungen des Hauses Ortenburg in Form von 40 kleinen Aquarellen zu Papier. Diese sind bis heute bei vielen Historikern aufgrund ihrer detailgetreuen Darstellung der Gebäude und der Bevölkerung beliebt. Ebenso sind die Darstellungen nur kleiner Gehöfte und der dazugehörigen Gegend Raritäten und für Heimatforscher eine wahre Fundgrube.

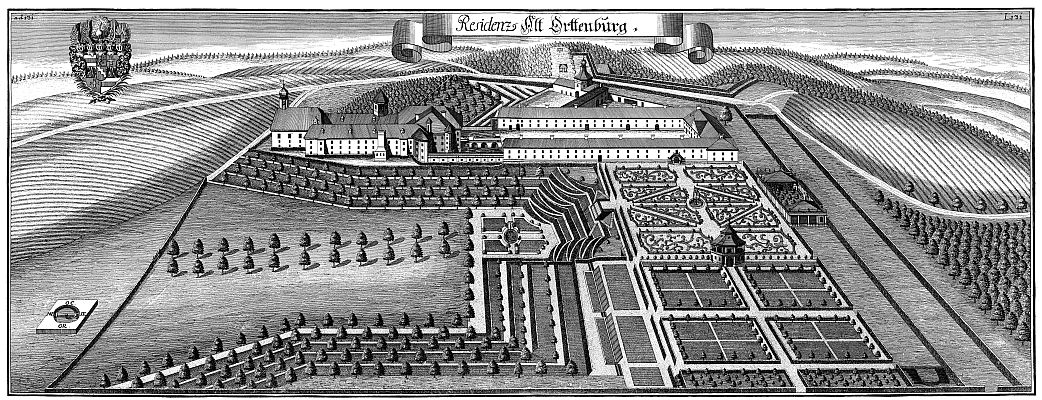
Schloss Alt-Ortenburg mit Ziergarten im Jahre 1723 auf einem Kupferstich von Michael Wening.

Nach neuesten Forschungen ist Friedrich Casimir auch verantwortlich die prunkvolle Renaissance-Holzkassettendecke in der heutigen Kapelle auf Schloss Alt-Ortenburg. Diese soll er nach dem Erwerb des Schlosses im Jahre 1628 selbst entworfen haben. Lange Zeit nahm man an, die Decke wurde bei der Augsburger Werkstatt des Meisters Wendel Dietrich in Auftrag gegeben, jedoch geht man heute davon aus, dass es sich dabei um einen Meister aus dem Allgäu handelte. Wann die Decke im Schloss angebracht wurde, ist unbekannt. Auch die Gründung und Anlegung des Ziergartens östlich des Schlosses wird Friedrich Casimir zugeschrieben. Diesen soll er um das Jahr 1630 nach dem Vorbild italienischer Ziergärten mitsamt einem Tiergarten im südöstlichen Bereich angelegt haben. In den Gehegen waren Hirsche, Rehe und anderes Wild untergebracht. Ebenso soll es einen Teich mit exotischen Schildkröten gegeben haben. Inspiriert wurde der Graf dabei wohl durch die Ziergärten am Hofe seiner Studienstadt Heidelberg. Der Ziergarten wurde im Jahre 1695 von Graf Georg Philipp erweitert und dem Stil des Barocks angepasst. Heute befindet sich auf dem Gelände des Gartens der Wildpark Ortenburg.
Nach seinem Umzug nach Schloss Dorfbach ließ er auch dort an der Fassade und im Innenraum umfangreiche Verschönerungen durchführen. Über diese Arbeiten ist jedoch nichts Genaues bekannt, da das Schloss zum Großteil nicht mehr steht. Es wurde Anfang des 19. Jahrhunderts vom Königreich Bayern erworben und bald darauf zum Teil abgerissen. Der hintere Flügel ist heute jedoch die Kirche von Dorfbach. Der Standort des zweiten Schlosses, Oberdorfbach, ist bis heute unbekannt.
Friedrich Casimir zerstörte auch einige bildliche Darstellungen in den sogenannten „Ortenburger Bibeln“. Als strenggläubiger Calvinist ließ er die Gottesdarstellungen in einem der beiden Bände ausradieren und zerstörte somit die prunkvollen Darstellungen. Da die Löschungen nur in einem Band vorhanden sind, war Friedrich Casimir wohl nur im Besitz eines der beiden. Der andere Band muss nach dem Ableben des Grafen Joachim an einen anderen Zweig des Hauses Ortenburg gelangt sein.
Unter dem Gesellschaftsnamen der Verharrende wurde er 1637 als 316. Mitglied in die Fruchtbringende Gesellschaft aufgenommen.

## Nachkommen
Friedrich Casimir war unverheiratet und hinterließ keine Nachkommen.

## Auswahl einiger Werke

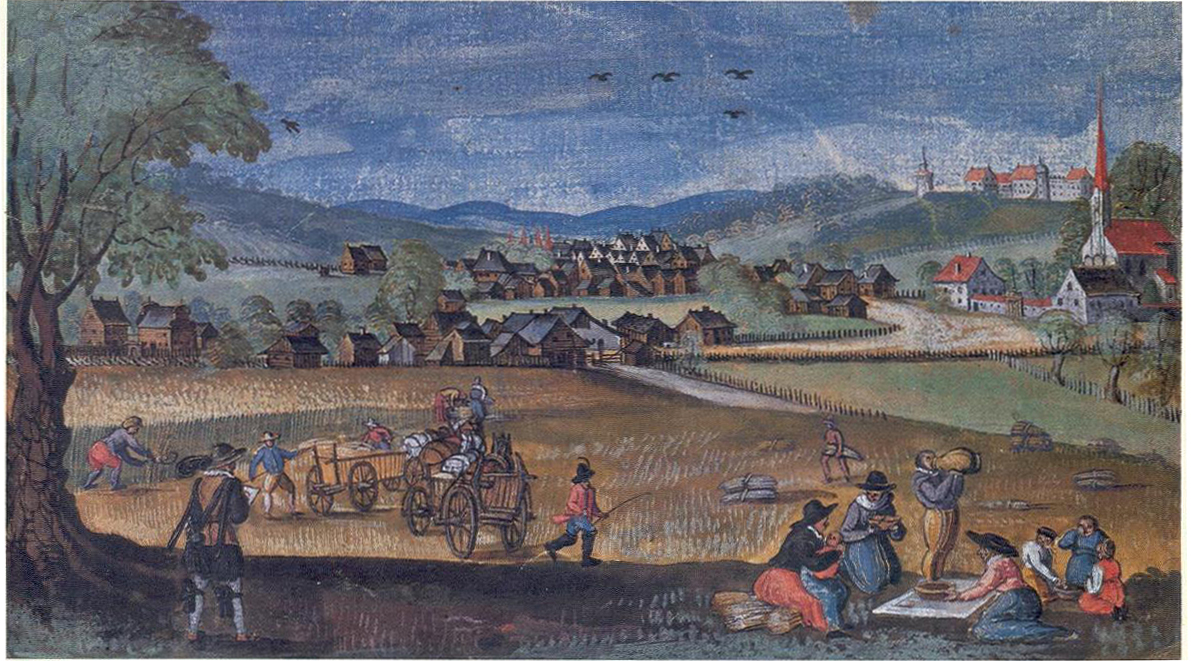
Aquarell der Reichsgrafschaft Ortenburg um das Jahr 1620. Links die Person im Vordergrund stellt Friedrich Casimir selbst dar.
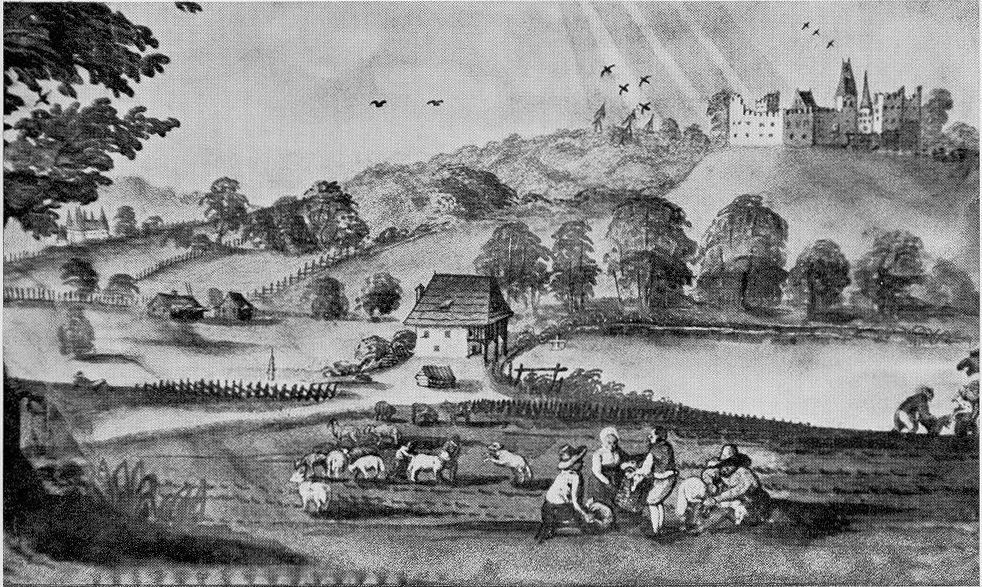
Die Ortschaft Hinterschloss bei Ortenburg mit der Feste Neu-Ortenburg.
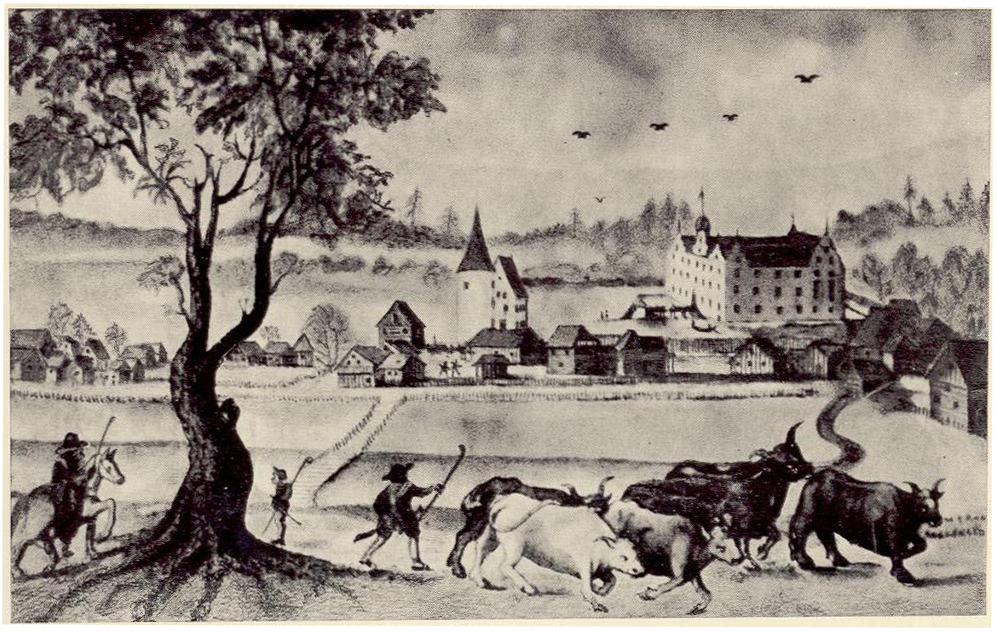
Aquarell der Ortschaft Dorfbach bei Ortenburg mit den Schlössern Oberdorfbach und Unterdorfbach.
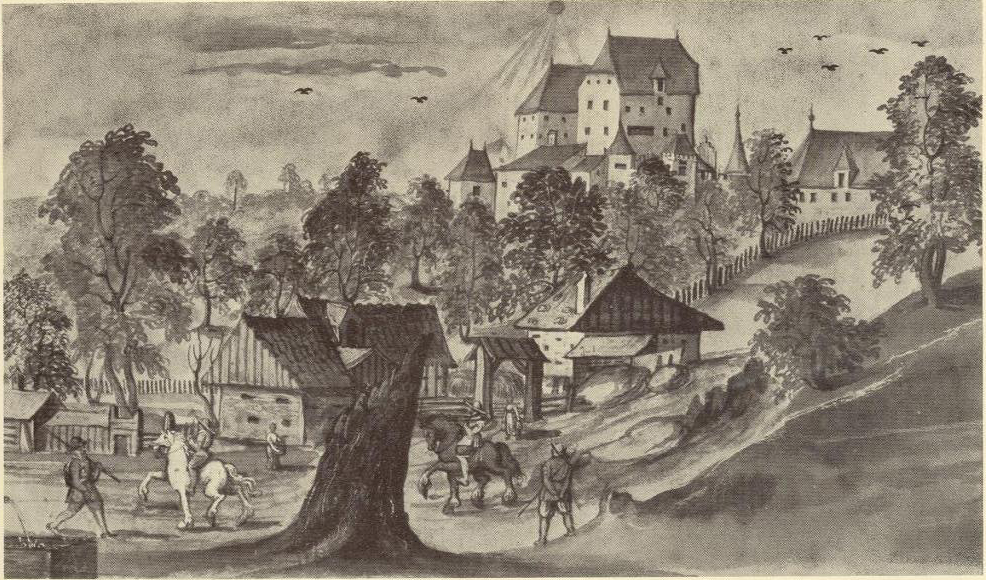
Das ehemalige Schloss Neudeck bei Bad Birnbach  nach einem Aquarell um das Jahr 1625.